# جيوصور

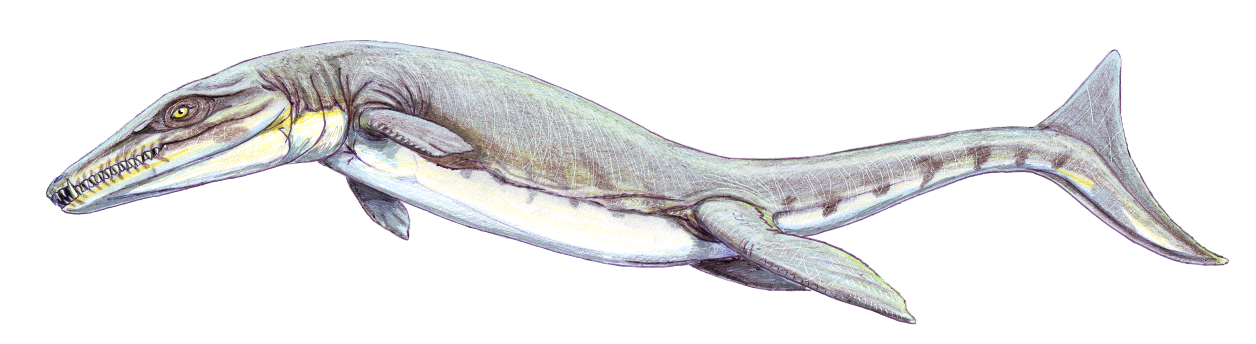
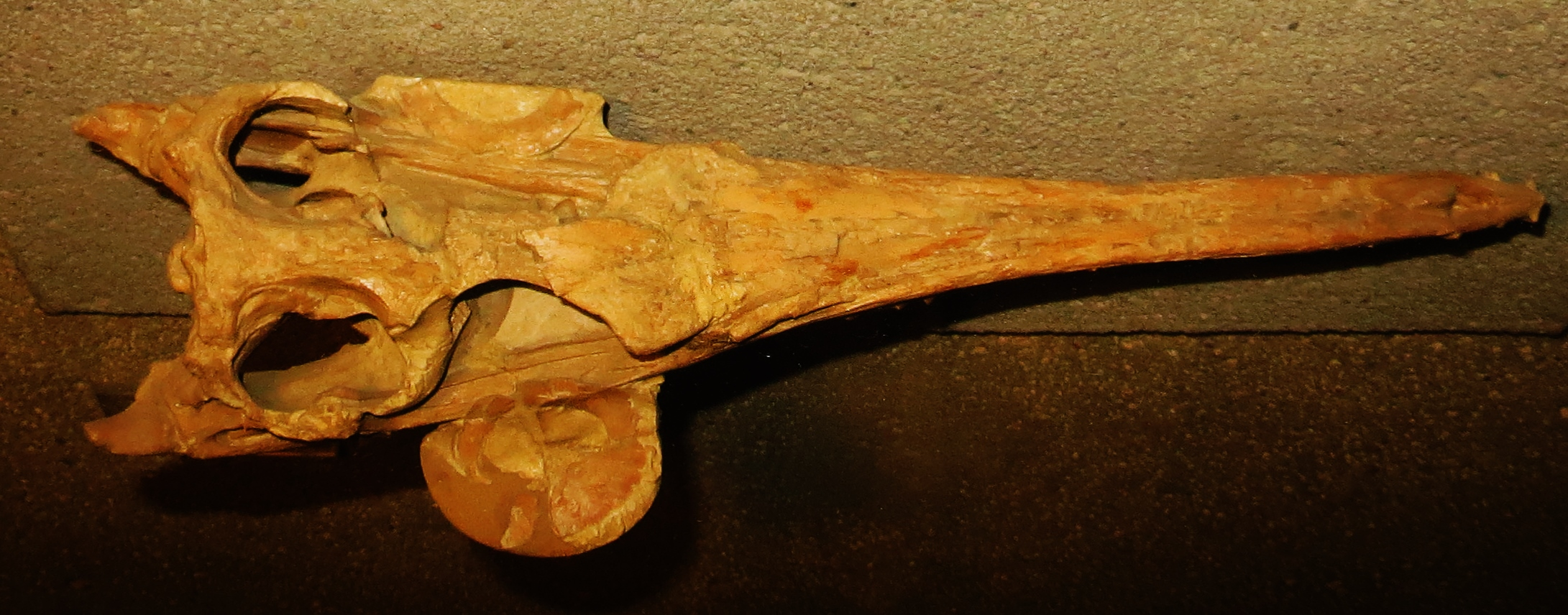
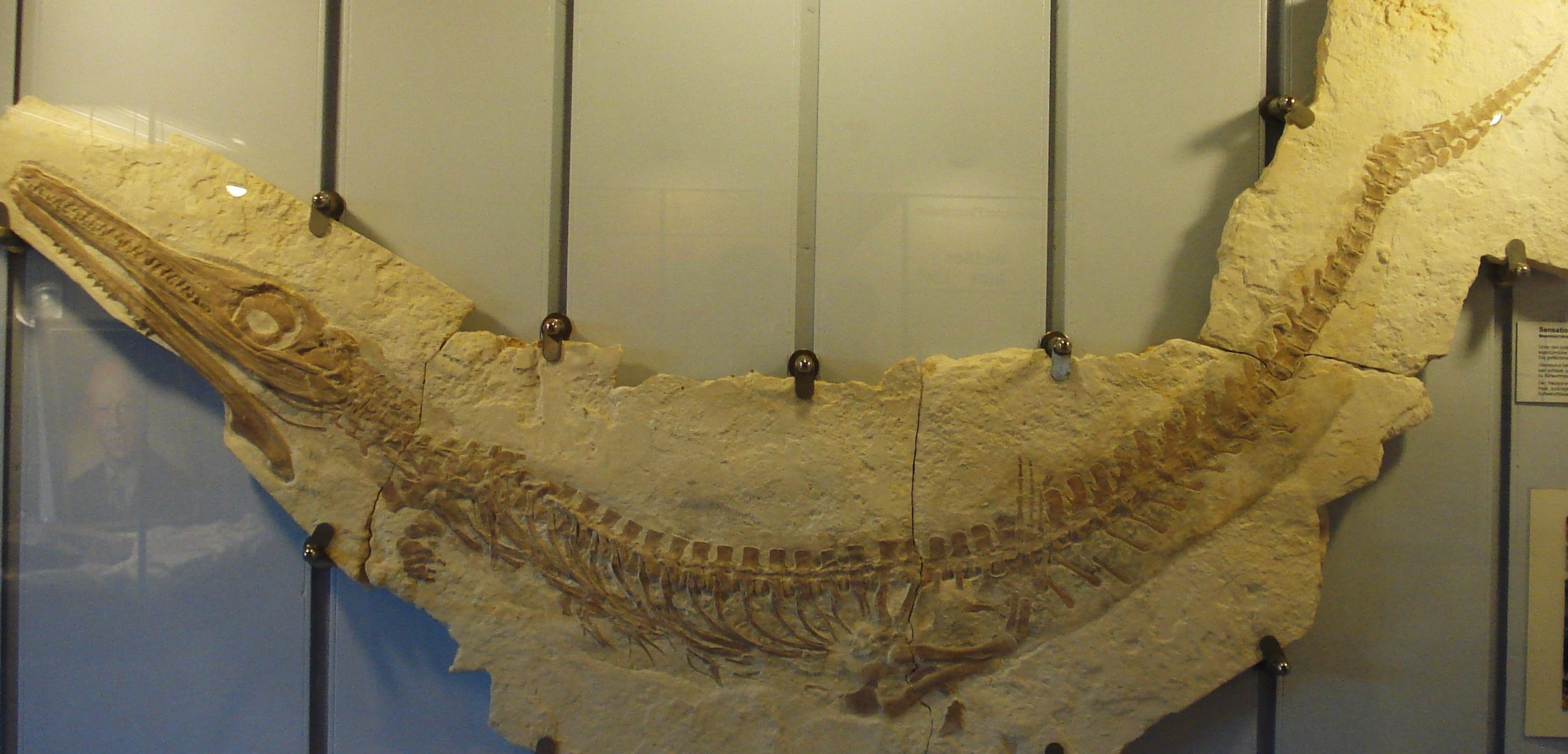

جيوصور Geosaurus هو جنس منقرض من التمساحيات ذوات الزعانف التي عاشت خلال العصر الجوراسي المتأخر الى العصر الطباشيري المبكر كان طول جيوصور 3امتار.